# Płyta kokosowa

Płyta kokosowa zaznaczona na niebiesko

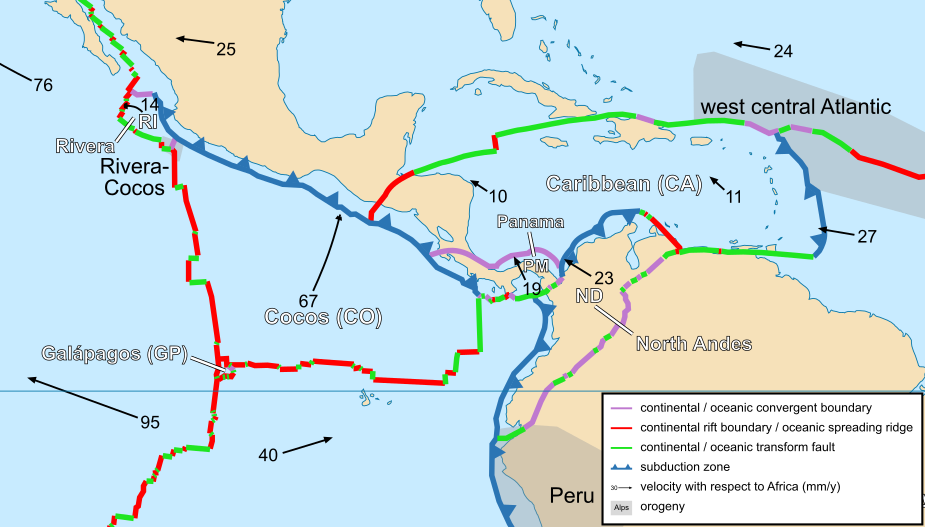
Płyta kokosowa i płyta karaibska

Płyta kokosowa (ang. Cocos Plate) − niewielka płyta tektoniczna, położona między płytą północnoamerykańską na północy, płytą Nazca na południu i wschodzie i płytą pacyficzną na zachodzie. Od wschodu graniczy też z płytą karaibską.
Według niektórych autorów jej częścią jest Płyta Rivera.